# Uroplectes schubotzi
Espèce
Uroplectes schubotzi est une espèce de scorpions de la famille des Buthidae.

## Distribution
Cette espèce est endémique du Congo-Brazzaville.

## Étymologie
Cette espèce est nommée en l'honneur de Johann Hermann Schubotz.

## Publication originale
- Kraepelin, 1929 : « Skorpione, Pedipalpen und Solifugen der zweiten Deutschen Zentral-Afrika-Expedition 1910-1911. » Abhandlungen und Verhandlungen des Naturwissenschaftlichen Vereins zu Hamburg, vol. 22, no 2, p. 86-91.